# Antonio F. Crespo
Antonio Francisco Crespo (n. Paraná, 3 de diciembre de 1851 - f. Buenos Aires el 7 de julio de 1893)  fue un médico y político argentino. Fue Senador Nacional e Intendente de la Ciudad de Buenos Aires. 

## Biografía
Era bisnieto de Francisco Candioti  , hijo de Manuel Crespo y primo del gobernador entrerriano Prócoro Crespo. Se graduó en medicina en Buenos Aires en 1875. Perfeccionó sus estudios en Europa y a su regreso fue nombrado Profesor de Higiene en la Facultad de Medicina de esa ciudad, aunque siendo especialista en Oftalmología.
Presidió el Círculo Médico Argentino en el año 1879. Representando a Entre Ríos en 1887 fue Presidente de la Cámara de Diputados. 
Fue intendente de la ciudad de Buenos Aires en 1887. En febrero de ese año se concretó el traspaso de los partidos de Flores y Belgrano a la intendencia de la Capital, aumentando significativamente la superficie de la ciudad. 
A raíz de un fallo de la Corte Suprema de justicia se reprogramaron los trabajos para las obras de la Avenida de Mayo. A partir de la decisión judicial, las expropiaciones sólo se haría sobre la parte necesaria para concretar la Avenida y no sobre toda la manzana, lo que valorizaba los terrenos privados que tendrían frente sobre la Avenida perjudicando al municipio, que tenía previsto financiarse con la venta de esos terrenos una vez expropiados en su totalidad.
Otra medida relevante fue cambiar a partir de 1887 la numeración de todas las propiedades construidas hasta la fecha, estableciendo en todos los casos cien números por cuadra, impares de una vereda y pares en la otra, norma vigente hasta la actualidad. También se vendió el primer Teatro Colón en Plaza de Mayo al Banco Nación, y se proyectó construir un nuevo Teatro lírico donde hoy se encuentra el Palacio del Congreso (avenidas Rivadavia y Entre Ríos), rodeado de una gran plaza donde convergerían cuatro avenidas diagonales. Con la apertura de avenidas más anchas y de nuevas plazas y parques se buscaba favorecer la higiene y evitar las frecuentes epidemias.
Renunció en 1888 siendo elegido senador nacional. El barrio de Villa Crespo lleva su nombre en su honor. Falleció en la ciudad de Buenos Aires el 7 de julio de 1893.